# Villes arabes des territoires palestiniens occupés
Liste des principales villes des territoires palestiniens  sur les territoires palestiniens  dans la région du Proche-Orient.

## Cisjordanie
- Beit Jala (بيت جالا)
- Bethléem (בית לחם / بيت لحم)
- Hébron (חברון / الخليل)
- Jénine (جنين)
- Jéricho (יריחו / أريحا)
- Jérusalem-Est (quartier de Jérusalem)[1] (القدس / ירושלים) (capitale revendiquée)
- Naplouse (שכם / نابلس)
- Qalqilya (קלקיליה / قلقيلية)
- Ramallah (רמאללה / رام الله)
- Rawabi (רוואבי / روابي), en construction
- Tulkarem (טולכרם / طولكرم)

## Bande de Gaza
- 'Abasan (عبسان)
- Beit Hanoun (بيت حانون)
- Beit Lahia (بيت لاهية)
- Dayr al-Balah
- Gaza-Ville (غزة/עזה)
- Jabaliya (جباليا)
- Khan Younès (خان يونس)
- Rafah (רפיח / رفح)